# Asclepias subaphylla
Asclepias subaphylla är en oleanderväxtart som beskrevs av R. E. Woodson. Asclepias subaphylla ingår i släktet sidenörter, och familjen oleanderväxter. Inga underarter finns listade i Catalogue of Life.